# SN 1984L
SN 1984L – supernowa typu Ib odkryta 20 sierpnia 1984 roku w galaktyce NGC 991. Jej maksymalna jasność wynosiła 14,00m.